# Сніжнеантрацит

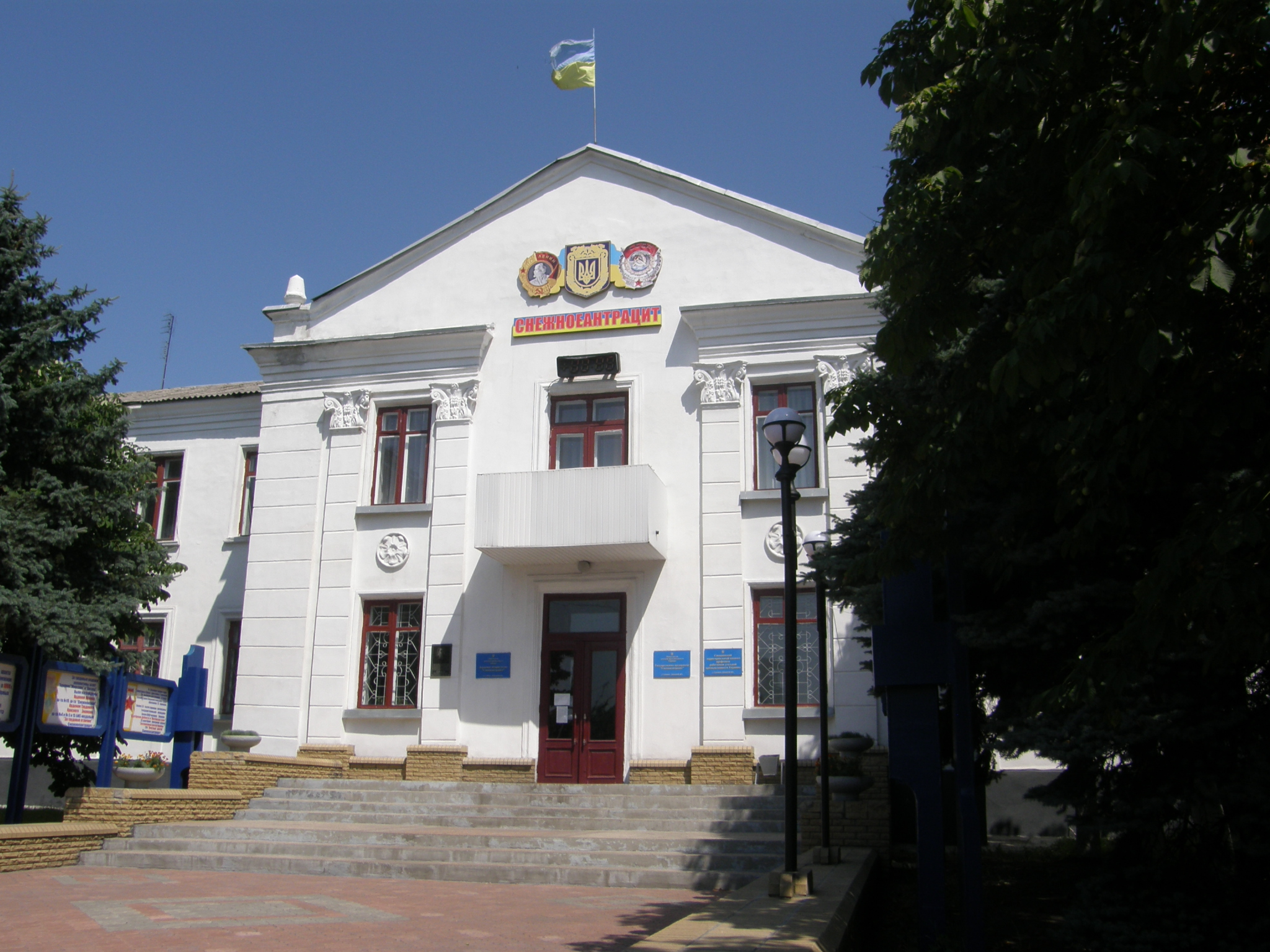
Будівля ВО «Сніжнеантрацит»

ВО «Сніжнеантрацит» (на стадії реорганізації). Включає 5 шахт, з них 2 – на стадії ліквідації, 3 реорганізуються. Видобувається антрацит. Загальний фактичний видобуток 344 084  т (2003). 
Адреса: 86500, вул. Леніна, 2, м. Сніжне, Донецької обл.

## Підприємства
- ДП «Шахта «Сніжнянська» (на стадії ліквідації)
- ДП «Шахта «Схід» (на стадії ліквідації)
- ДП «Шахтоуправління «Сніжнеантрацит» (на стадії створення)
- ДП «Шахта «Ударник» (на стадії реорганізації)
- ДП «Шахта «Зоря» (на стадії реорганізації)
- ДП «Шахта «Північна» (Сніжне) (на стадії реорганізації)